# The Dome (romanzo)
The Dome (Under the Dome) è un romanzo di fantascienza scritto da Stephen King pubblicato in contemporanea negli USA e in Italia il 10 novembre 2009. Questa opera è il risultato di un progetto al quale King si dedicò da giovane dal titolo The Cannibals, ma ritenendolo troppo grande per le sue capacità di allora, lo abbandonò, riprendendolo circa vent'anni dopo per arricchirlo di nuovi particolari e pubblicarlo con il titolo di Under The Dome.

## Trama
In un non meglio precisato anno dopo il 2012 (si fa riferimento ad una rielezione di Barack Obama), alle 11:44 del 21 ottobre la piccola città del Maine di Chester's Mill viene improvvisamente separata dal mondo esterno da una barriera invisibile e semipermeabile di origine sconosciuta. L'apparizione immediata della barriera provoca una serie di feriti e morti e intrappola l'ex capitano dell'esercito Dale "Barbie" Barbara, che sta cercando di lasciare Chester's Mill a causa di una disputa locale, all'interno della città.
Il capo della polizia Duke Perkins viene ucciso in quanto il suo pacemaker esplode quando si avvicina troppo alla Cupola; James "Big Jim" Rennie, secondo consigliere della città e venditore di auto usate, vede così eliminato l'ultimo suo significativo oppositore. Rennie esercita una notevole influenza su Chester's Mill e vede nella Cupola un'opportunità per acquisire completamente il controllo nelle sue mani, data la debolezza degli altri due consiglieri.
Big Jim nomina nuovo capo della polizia Peter Randolph, incompetente poliziotto al suo comando, e inizia ad assumere tra i ranghi della polizia cittadina suo figlio Junior Rennie e alcuni suoi compagni, un gruppo di ragazzi problematici e violenti. Junior, a insaputa di tutti, sta perdendo progressivamente la lucidità mentale a causa di un tumore al cervello che lui crede siano emicranie; il giorno in cui appare la Cupola, Junior uccide la sua coetanea Angie McCain durante un litigio e successivamente la sua amica Dodee Sanders quando si presenta sulla scena del delitto. Nasconde i loro corpi nella casa abbandonata di Angie e, in preda al suo delirio, arriva ad abusare dei cadaveri ripetutamente.
Nel frattempo il colonnello James O. Cox (al di fuori della Cupola) contatta Julia Shumway, la direttrice del giornale locale, per usarla come tramite per comunicare con Barbie. Cox chiede a quest'ultimo di agire in vece del governo per indagare sulla fonte di energia della barriera, che si ritiene sia da qualche parte in città, elevandolo al grado di colonnello dopo averlo reintegrato nelle forze armate statunitensi. Big Jim, già avverso a Barbie per una rissa avuta con Junior e i suoi amici (iniziata da questi ultimi ma vinta da Barbie), non accoglie positivamente tale ordine che vede come un ostacolo alla sua presa di potere. Al contempo Brenda Perkins, la vedova di Duke, scopre sul computer del marito un file contenente delle indagini che stava compiendo contro Big Jim, relativi a furti di denaro e a un traffico multimilionario di metanfetamina che dirige proprio da Chester's Mill. Cerca di affrontare Big Jim al riguardo per costringerlo a cedere il posto a Barbie, ma l'uomo la uccide spezzandole il collo.
Mentre Big Jim incrementa segretamente il disagio e il panico tra i cittadini per aumentare la sua presa di potere, Barbie, Julia e altri cittadini dalla loro parte tentano di impedire che le cose vadano fuori controllo. Big Jim cerca di screditare Barbie incastrandolo con l'aiuto di Junior per quattro omicidi: quelli di Angie e Dodee, di Brenda Perkins e del reverendo Lester Coggins, complice di Big Jim nel traffico di droga e ucciso dall'uomo in un impeto d'ira dato che voleva costituirsi. Mentre Barbie è in prigione, i suoi amici rintracciano la fonte della Cupola, ovvero uno strano dispositivo metallico di probabile origine extraterrestre in una fattoria abbandonata. Nel frattempo le regole imposte da Big Jim si fanno sempre più rigide, mentre le forze di polizia diventano più incompetenti e abusive. Alcuni residenti organizzano quindi un'evasione per Barbie, uccidendo nel mentre Junior ormai totalmente impazzito a causa del cancro al cervello.
Il gruppo di cittadini che formano la resistenza si rifugia alla fattoria abbandonata per meglio esaminare lo strumento alieno. Tramite esso sperimentano delle visioni e capiscono che è stato piazzato da creature extraterrestri chiamati "faccia di cuoio" per il loro aspetto singolare; questi ultimi sono estremamente giovani e hanno posizionato la Cupola come intrattenimento per poter osservare quanto accade al suo interno. Inoltre, esattamente come dei bambini, non si rendono conto delle conseguenze delle loro azioni, come dei ragazzini che bruciano delle formiche con una lente d'ingrandimento.
Quasi una settimana dopo l'apparizione della Cupola viene organizzata una "giornata dei visitatori", durante la quale i residenti di Chester's Mill hanno l'opportunità di incontrarsi con parenti e amici sul confine della Cupola. Big Jim ne approfitta per inviare la polizia a impossessarsi nuovamente della base dove viene prodotta la metanfetamina, in quanto Phil Bushey, suo complice responsabile della preparazione della droga, ha preso il controllo della base. Rennie sottovaluta la capacità di autodifesa di Bushley e la sua paranoia indotta dall'assunzione di sostanze; quest'ultimo, insieme all'ex primo consigliere Andy Sanders, ormai soggiogato a sua volta dalla droga, difende il laboratorio con dei fucili di assalto, sterminando da soli gran parte del corpo di polizia. Poco prima di essere sopraffatti, Bushley e Sanders fanno esplodere degli esplosivi posizionati in precedenza che fanno saltare in aria la base insieme a quattrocento serbatoi di propano conservato, utilizzati per preparare la droga. La conseguente esplosione è talmente devastante da generare una tempesta di fuoco che in poco tempo distrugge la maggior parte della città. 
Più di mille cittadini vengono rapidamente inceneriti in televisione nazionale, lasciando in vita poco più di 300 individui che muoiono poco dopo a causa dell'aria tossica. Gli unici sopravvissuti sono un gruppo di ventisette persone tra cui Barbie e Julia, un ragazzo rimasto orfano che si è nascosto in una cantina di patate e Big Jim e il suo giovane braccio destro Carter Thibodeau, scesi nel rifugio antiatomico della città. Questi ultimi finiscono per scontrarsi e Big Jim uccide Carter per avere una maggiore scorta d'aria e per impedire che possa testimoniare contro di lui in caso sopravvivano. Rennie muore comunque qualche ora dopo per un effetto combinato di asfissia e attacco cardiaco, mentre allucina suo figlio e le persone da lui uccise che lo portano a cercare di fuggire all'esterno, esponendosi all'aria tossica. Nel frattempo l'esercito tenta di mantenere in vita gli altri sopravvissuti cercando di forzare aria pulita nella Cupola tramite enormi ventilatori, ma i superstiti cominciano lentamente ad asfissiare e morire. 
Barbie e Julia decidono di tentare il tutto per tutto e si dirigono al dispositivo alieno per comunicare con gli extraterrestri e implorare loro di liberarli, nonostante i precedenti tentativi fossero falliti. Julia entra in contatto questa volta solo con una giovane "faccia di cuoio" di sesso femminile e condivide con lei un doloroso episodio del suo passato durante il quale venne picchiata e umiliata da alcune compagne, mentre solo una di loro le mostrò poi un atto di pietà. Non più sottoposta alla pressione del resto del gruppo, l'aliena viene convinta del fatto che le persone dentro la Cupola sono creature senzienti con le loro vite, quindi ha pietà di loro e solleva la barriera, permettendo all'aria tossica di dissiparsi e salvando i pochi superstiti di Chester's Mill.

## Personaggi
- Dale "Barbie" Barbara: Un ex tenente dell'esercito, che ha abbandonato le armi diventando un cuoco alla tavola calda di Chester's Mill. Dopo un alterco con Junior Rennie e i suoi amici cerca di andarsene dalla città ma resta intrappolato nei suoi confini con la comparsa della Cupola. Viene scelto dal governo per gestire la situazione all'interno della cittadina e pertanto Big Jim lo incastra per gli omicidi commessi da lui e il figlio. Successivamente i suoi amici lo fanno evadere ed è tra i ventisei sopravvissuti della Cupola.
- Julia Shumway: La cinica direttrice del giornale Democrat (nonostante sia repubblicana). Stringe un forte legame di amicizia con Barbie quando Cox la contatta per usarla come intermediaria con Dale; a causa di ciò e del potere che esercita su Chester's Mill viene presa di mira da Big Jim, il quale arriva a far incendiare la sede del suo giornale dgestito dalla sua famiglia da due generazioni. La sua vita è stata segnata da un pestaggio e un'umiliazione che subì a nove anni da parte delle sue coetanee come "punizione" per il suo comportamento da prima della classe, venendo aiutata poi da una di loro in un gesto di pietà. E' condividendo tale evento con un'aliena che imprigiona Chester's Mill che riuscirà a portare alla liberazione della cittadina. È tra i ventisei sopravvissuti alla Cupola.
- James "Big Jim" Rennie: Il secondo consigliere di Chester's Mill, proprietario di una concessione di auto usate. In apparenza ha a cuore l'interesse della città, ma in realtà è una persona avida e crudele, affetta da megalomania e ossessionato dal potere. Gestisce in segreto il più grande laboratorio di metanfetamina della costa orientale; è un fervente cristiano, ciò nonostante è disposto a commettere ogni genere di crimine pur di proteggere i propri interessi. Viene fatto intendere che abbia ucciso la moglie malata di cancro e medita di assassinare suo figlio Junior quando si scopre a sua volta affetto da un tumore. Quando cala la Cupola ne approfitta per impossessarsi della città instaurando praticamente un regime dittatoriale. Prova un forte astio verso Barbie, arrivando a incastrarlo per gli omicidi commessi da lui e Junior e usandolo come capro espiatorio di tutti i problemi della città. Dopo l'esplosione del laboratorio, si rifugia in un bunker sotterraneo dove muore per un effetto combinato di attacco cardiaco e asfissia mentre è preda di terrificanti allucinazioni delle persone che ha ucciso.
- James "Junior" Rennie: Il figlio di Big Jim. Inizialmente è un delinquente con tendenze violente, ma una grave forma di cancro al cervello lo porta con il passare della storia a diventare uno psicopatico paranoico e omicida. Il giorno della Cupola uccide la sua vecchia compagna di classe Angie dopo averla picchiata per un'incomprensione e anche la sua amica Dodee quando lo scopre. Sviluppa un malsano attaccamento ai cadaveri, arrivando ad abusarle di loro ripetutamente. Prova un forte odio verso Barbie a causa di uno scontro avuto in precedenza, e collabora con suo padre per incastrarlo degli omicidi delle ragazze e altre due persone uccise da Big Jim. Impazzito totalmente a causa del tumore, medita di uccidere suo padre e si convince che Barbie lo abbia "avvelenato". Dopo aver compiuto una strage al dipartimento di polizia per raggiungere Dale e ucciderlo, viene freddato da Stacey Moggins prima che possa raggiungere il suo scopo.
- Eric "Rusty" Everett: Un assistente medico di buon cuore al Cathy Russell Hospital, sposato con l'agente di polizia Linda Everett e padre delle piccole Janelle e Judy. Dopo la morte del dottore della città, Rusty si prende cura dei feriti e malati rimasti sotto la Cupola. Si schiera dalla parte di Barbie, venendo arrestato violentemente dopo aver provato a minacciare Big Jim. Successivamente riesce a evadere e risulta tra i ventisei sopravvissuti alla Cupola.
- Joseph "Spaventapasseri Joe" McClatchey: Un brillante tredicenne dotato di grande intelligenza e maturità, amico di Norrie e Benny con cui condivide la passione per gli skatebords. Lui e i suoi amici forniscono un prezioso aiuto a Barbara, rintracciando il generatore alieno che ha creato la Cupola. È tra i ventisei sopravvissuti alla Cupola.

- Brenda Perkins: La moglie del defunto Duke Perkins. Scopre le indagini che il marito stava compiendo contro Jim Rennie, venendo uccisa da quest'ultimo quando prova ad affrontarlo al riguardo per costringerlo a dimettersi. Del suo omicidio verrà incastrato Barbara. I
- Frank DeLesseps:  Amico di Junior e fidanzato con Angie. Fa parte della polizia speciale istituita da Big Jim con la discesa della Cupola e come i compagni inizia fin da subito ad abusare del suo potere, partecipando allo stupro di gruppo contro Sammy Bushey. Successivamente viene ucciso in ospedale con Georgia Roux mentre è al capezzale di quest'ultima proprio da Sammy, che spara loro prima di suicidarsi come vendetta per il torto subito.
- Carter Thibodeau: Uno degli amici di Junior che entra a far parte del corpo speciale di polizia istituito da Big Jim; partecipa allo stupro di gruppo di Sammy Bushey ed è fidanzato con Georgia Roux fino alla sua morte. A differenza dei compagni teppisti, Carter è piuttosto intelligente e astuto, guadagnandosi le simpatie di Big Jim diventando per lui come una guardia del corpo e vice. Uccide Andrea Grinnel prima che possa esporre le prove di colpevolezza contro Rennie e si salva con quest'ultimo dall'esplosione che distrugge la città nascondendosi in un bunker. Poco dopo tenta di eliminare Rennie per avere una maggior scorta di aria, ma viene poi ucciso dall'uomo.
- Melvin Searles: Un altro amico di Junior Rennie, facente parte della squadra speciale di polizia. Partecipa allo stupro di gruppo di Sammy Bushey e viene ucciso dall'esplosione che distrugge la città.
- Georgia Roux:  La fidanzata di Carter, tra le poche donne inserite nel corpo speciale di polizia. Nonostante ciò, Big Jim e Junior non la vedono di buon occhio a causa della loro misoginia, arrivando a compiacersi quando finisce in ospedale dopo essere rimasta ferita in una sommossa. E' violenta come i suoi compagni, partecipando allo stupro di gruppo di Sammy Bushey incitando i violentatori. Sammy la uccide con Frank mentre è ricoverata in ospedale per vendicarsi.

## Opere derivate
- Dal libro è stata tratta la serie televisiva Under the Dome, con produttore esecutivo Steven Spielberg e sceneggiatore Brian K. Vaughan.
- il film The Simpson trae ispirazione da questo libro

## Curiosità
- Nel libro viene citato, come omaggio, Jack Reacher, un noto personaggio di una serie di romanzi di Lee Child

## Edizioni
- Stephen King, The Dome, traduzione di Tullio Dobner, Sperling & Kupfer, 2009,  p. 1037, ISBN 978-88-200-4766-5.